# Dicranoloma striatulum
Dicranoloma striatulum är en bladmossart som först beskrevs av Brotherus, och fick sitt nu gällande namn av Noguchi 1986. Dicranoloma striatulum ingår i släktet Dicranoloma och familjen Dicranaceae. Inga underarter finns listade i Catalogue of Life.